# Слов'янськ
Слов'я́нськ (МФА: [sɫɔˈʋjanʲsʲk] ( прослухати); до 22 січня 1784 року — Тор, Тавр, опісля — Солева́нськ, Слове́нськ, Слов'янськé) — місто-курорт у Краматорському районі Донецької області України, адміністративний центр Слов'янської міської громади.   Входить до Краматорсько-Костянтинівської агломерації.Місто лежить на півночі області, в долині річки Казенний Торець. Історично розташовується на території Слобожанщини. Станом на 1 січня 2022 року населення міста становило 105 141 жителів.
У 2014 році Слов'янськ став першим містом в Україні, яке захопили російські диверсійні групи під час війни на сході України — це сталося 12 квітня. Місто звільнено менш ніж за три місяці — в ніч на 5 липня 2014 року.

## Назва
Назви Тор почали вживати для позначення фортеці з 1664 року. Саму ж назву перейняли з річки Тор (нині Казенний Торець). Торськими також називали й групу озер: Маяцьке, Майданне, Ропне, Сліпне, Червоне, Червлене та ряд безіменних боліт.
Сама ж етимологія слова Тор походить від назви кочового племені торків, що колись населяло ці землі та залишило за собою ряд топонімів. Проте паралельно з назвою Тор, місто-фортецю називали Соляний або Солоний.
22 січня 1784 року місто перейменовано на Словенськ. Нова назва пов'язана з політикою панславізму Російської імперії, що проявлялася у перейменуванні ряду колишніх фортець та слобід на честь слов'ян. Приводом стало захоплення Кримського ханства у 1783 році Російською імператорською армією. Це мало підкреслювати історичну слов'янську належність Причорномор'я (Слов'янськ та Нова Сербія) та Приазов'я (Словенськ, Слов'яносербськ).
Згодом офіційною формою назви став Славянськ. Через те, що назва була невнормованою й її сприймали лише на слух, у різних джерелах та виданнях фіксувалися різні назви: Солеванськ, Славянск, Слав'янськ, Славенськ, Славьянск тощо.
У радянських документах та картах 1920-х років вживалася назва Слов'янське. З подальшою політикою зросійщення у радянській документах російською мовою закріпилася назва Славянск, українською — Слов'янськ.

## Географія
Загальна площа Слов'янська — 60,8 км². Тут містяться унікальні солоні озера карстового походження. Вони розділені між собою невеликими піщаними валами близько 150—200 м завширшки. Озера мають цілющі властивості і є основою санаторно-курортної індустрії міста. Найбільші — озеро Сліпне площею 0,29 км² і завглибшки до 2,2 м, озеро Ропне площею 0,22 км² і завглибшки до 7,5—8 м і Вейсове площею 0,16 км² і завглибшки до 19 м. З 1975 року ці озера перебувають під охороною як гідрологічні природні пам'ятки загальнодержавного значення. Є також кілька інших озер менших розмірів і глибини (Майданне, Гаряче, Червлене, Червоне). Температура води влітку досягає +22 … +24 °C. Ропа соляних озер збагачена сульфатами і має хлоридно-натрієвий склад. На дні озер лежать поклади мулових грязей, переважно сульфідних.
Посеред житлового масиву Залізничний розташовані два великих прісноводних озера — Лиман 1 (15,5 га) та Лиман 2 (14,8 га).
Найвища точка міста — гора Карачун.
Відстань до Донецька: автошляхами — 119 км, залізницею — 110 км. Відстань до Києва: автошляхами — 772 км, залізницею — 632 км.

## Історія

### Заснування
З кінця XVI ст. на Торських озерах (на той час ця територія належала до Дикого Поля) промисловики-сезонники видобували сіль. Напевно 1645 року на переправі «Торський перелаз» через Казенний Торець (тоді річка Тор) московський уряд спорудив «острожек», який проіснував лише рік. Щоб захистити свою територію, біля солоних озер у 1645 році, поблизу місця переправи кримських татар через річку Тор, було споруджено «Маяцький острог» — дерев'яне укріплення з козацьким загоном у двадцять осіб.
Під прикриттям Маяцького острогу 1664 року заведено державне  солеваріння на Торі, яке перебувало під постійною охороною, що звичайно, сприяло формуванню тут постійного населення. Нечисленне з'єднання не спроможне було захистити солеварів, яких іноді бувало на виварці солі від 5 до 10 тисяч осіб. У 1676 році поблизу торських (Вейсове, Сліпне, Ропне, Майданне) озер було збудовано місто Тор (Солоний), з ним — і фортецю, яка мала вигляд чотирикутника. Чотирьохметрові стіни, гарнізон з двохсот козаків захищали солеварів. Жителі міста займалися солеварінням, риболовлею, полюванням і торгівлею. Місто Соляний (Тор) став одним з перших міст Донбасу. Тут на початок 1677 року вже мешкало 245 родин.
Краєзнавець Олександр Петренко роком заснування сучасного Слов'янська вважає 1676 рік, а 1645 рік, на його думку, як дата заснування фактично вигадана «краєзнавцями», оскільки згадки про об'єкт, що називається острожек (подібні будови, природно, споруджувалися на Торських соляних озерах до і після 1645), не може служити достатньою підставою для трактування 1645 як дати заснування міста.
Фортеця виходила за межі Білгородського каскаду фортець, побудованого в часи Михайла Федоровича, тому зазнавала великого лиха. Кримські татари з року в рік осаджували укріплення, палили та й руйнували солеварні, а іноді й саму фортецю, як це було у 1697 році: «…прийшли під Тор Мурза паша Кафинський з ордами і яничарами і Торський посад і фортецю зруйнували. І солеварні, курені і заводи спалили дощенту…».

#### Московське царство
Від заснування і до 1688 року фортеця Тор знаходилася на території Харківського полку Слобідської України. У 1688 році від нього від'єднався Ізюмський полк, до якого було приєднано й Тор, місто стало сотенним, утворивши Торську сотню.

Місто Тор. Малюнок 1679 року

### У складі Російської імперії
У 1765 році, відповідно до імператорського маніфесту про скасування козацького устрою в Слобідській Україні, на території Ізюмського полку була утворена Ізюмська провінція, яка стала однією з провінцій новоствореної Слобідсько-Української губернії.
У 1775 році Тор передано до Азовської губернії.
Після завоювання Російською імперією Криму, дешева кримська сіль витіснила з ринку торську, тому уряд 1782 року був змушений закрити виробництво солі на Торських озерах. 21 грудня 1782 року видано наказ азовського начальства про припинення тут виварювання солі і вирубування лісів (для її виварювання). Промисел відродився лише 1832 року, коли слов'янський міщанин Плоскоголовий побудував перший сільзавод, здатний випарювати сіль за допомогою донбаського кам'яного вугілля.
Відповідно до наказу від 30 березня 1783 року фортеця Тор була виключена з «Відомості артилерії та фортифікації Російської імперії». 22 січня 1784 року місто було перейменоване на Словенськ, з того ж часу повітове місто Словенського повіту Катеринославського намісництва.
1797 року Словенський повіт повернутий до Слобідсько-Української (з 1835 року — Харківської) губернії та став заштатним містом Слов'янської волості Ізюмського повіту.
На початку ХІХ століття у Слов'янську почали виникати промислові підприємства (переважно харчової промисловості). Неухильно зростала чисельність населення (у 1773 — 3,9 тис. осіб, у 1837 — 5,9 тис., у 1897 — 15,7 тис. осіб).
1832 року на Рапному озері лікар Чугуївського військового госпіталю О. Яковлєв застосував солону воду та грязі для лікування, що стало початком Слов'янська як бальнеологічного курорту. У другій половині ХІХ — на початку ХХ століття курорт, відомий як «Слов'янські мінеральні води», здобув широку популярність.
- Залізниця під Слов'янськом. 1885-1888.
- Залізничний вокзал. Кінець XIX ст.

1869 року повз місто пролягла Курсько-Харківсько-Азовська залізниця, що сприяло подальшому розвиткові міста, яке перетворилося на значний промисловий центр. З 1880-х років — залізничний вузол.
У 1860 році місто налічувало 9300 мешканців, у 1897 — 15 600, у 1926 — 28 800; багато важили соляна промисловість і курорт.
У травні 1887 року Антон Чехов писав:

| Город — нечто вроде гоголевского Миргорода; есть парикмахерская и часовой мастер, стало быть можно рассчитывать, что лет через 1000 в Славянске будет и телефон. На стенах и заборах развешены афиши зверинца, под заборами экскременты и репейник, на пыльных и зеленых улицах гуляют свинки, коровки и прочая домашняя тварь. Дома выглядывают приветливо и ласково, на манер благодушных бабушек; мостовые мягки, улицы широки, в воздухе пахнет сиренью и акацией; издали доносится пение соловья, кваканье лягушек, лай, гармоника, визг какой-то бабы… |
- Ріг Харківської і Дворянської вулиць. Приблизно початок XX ст.
- Залізничний вокзал. Приблизно початок XX ст.
- Грязелікувальні ванни. Приблизно початок XX ст.

### Українські визвольні змагання
29 квітня 1917 року українська громада Харкова скликала Губернський український з'їзд. На ньому було визнано Українську Центральну Раду своїм тимчасовим координуючим органом, що поширював повноваження на усю територію Харківської губернії.
Улітку 1917 року відбулись вибори до міської думи Слов'янська. З 36 обраних гласних відомі прізвища: И. Я. Бугай, Коссов (меншовики), Пархоменко, Жуйкин, Спиридон Рудченко, Руже, Михайловський (есери), Рейнганд (РСДРП-інтернаціоналістів), Іванов, Василь Марапулець, Федір Лагуткін, И. Я. Чуйко, Урбацан, Сидоров (РСДРП).
У жовтні 1917 року місцеві прихильники більшовизму, за підтримки очільника міської більшовицької організації Василя Марапульця, провели збір у навчальному корпусі керамічного училища, де підтримали Жовтневий більшовицький переворот у Петрограді та проголосили формальне встановлення радянської влади у місті. Головою ради робітничих депутатів міста проголошено Петра Івановича Шишкова.
3 грудня 1917 року в Ізюмі відбувся 5-й і останній повітовий селянський з'їзд для виборів кандидатів до Українських Установчих Зборів. Було прийнято наступну резолюцію:
«Обміркувавши сучасний момент, з'їзд Ізюмської Ради селянських депутатів постановив вітати Центральну Раду і її виконавчий орган — Генеральний Секретаріят як першу Верховну Владу Української Народної Республіки й дійсного виразника волі Українського народу. Заслухавши повідомлення про похід більшовиків проти Центральної Ради, з''їзд Повітової Ізюмської Ради Селянських Депутатів, висловлює своє обурення з приводу цього і заявляє, що всіма силами буде боротися проти насильників, які посміють підняти руки на верховну владу Української Народної Республіки — Українську Центральну Раду».
Наприкінці 1917 року Слов'янська міська дума також визнала владу Української Центральної Ради та свою приналежність до Української Народної Республіки. Для підтримки порядку в місті було створено гайдамацький «Чорний каральний курінь» (200 козаків).
19 грудня 1917 року Слов'янськ був окупований більшовиками. У січні 1918 року відбувся масовий погром міської «Просвіти» та інших організацій. Більшовики порозкидали всі книжки, пошматували портрети Тараса Шевченка, Бориса Грінченка та інших українських письменників, поздирали зі стін і порвали українські національні прапори.
У грудні 1917 року, під час більшовицької окупації, відбулося повстання міщан проти більшовиків.
6 березня 1918 року Слов'янськ став центром Донеччини — однієї із земель УНР.
20 квітня 1918 року звільнений від більшовиків союзними військами УНР та країн Центрального блоку. Операцією займалася Слов'янська група Окремої Запорізької дивізії Армії УНР під командуванням Сікевича Володимира Васильовича.
29 квітня 1918 року, через скасування гетьманом України Павлом Скоропадським поділу на землі, Слов'янськ повернувся до складу Харківської губернії.
25 грудня 1918 року в ході другої радянсько-української війни місто перейшло під контроль більшовиків.
18 березня 1919 року в Домі купецьких зборів відбувся перший з'їзд рад Донецької губернії.
У травні 1919 року розпочалися бої за місто між червоногвардійцями та силами «білої» Добровольчої армії, внаслідок яких останні 5 червня захопили Слов'янськ і контролювали його до листопада 1919 року.
У січні 1920 року місто остаточно перейшло під контроль більшовиків.

### У складі СРСР

#### Утвердження радянської влади
Перше, що створили більшовики в Слов'янську, був концтабір — один з двадцяти п'яти, організованих 1920 року в УСРР. Наказом за № 7 від 1 березня 1920 р. його комісаром було призначено товариша Чавелу (з 28 лютого). Слов'янський район палав у вогні селянського повстання. Згідно з повідомленням Губ. ЧК, в Донецькій губернії на серпень 1920 року діяло лишень організованих постійних загонів повстанців 10 тисяч чоловік. 1200 з них різали комуністів в Слов'янському повіті. У липні 1920 року в селі Терни (зараз частина Лиманської міської громади) вибухнуло повстання селян, у якому брали участь 2000 чоловік. Повстанці повністю знищили загін, що займався «продразверсткою».
Влітку 1921 року слов'янське ЧК подало дані про розповсюдження листівки, спрямованої проти організованого червоними голоду, де чітко видно руку місцевих петлюрівських активістів:
|  | Червоноармійці, за що ви холодуєте й голодуєте? Що змушує вас плюндрувати і без того вже сплюндровану країну? Не вір комісарам, Україно, вони вчинили з тобою те, що зробили з Поволжям! Люди вбиватимуть одне одного за кусок хліба, а коли хліба забракне, їстимемо мертвих. Ні, не бувати цьому, вдосталь Україна звідала горя, селяни не давайте свого останнього хліба комісарам для відправки в Кацапію... |

У грудні 1923 року було подано на реєстрацію Статут громади УАПЦ села Прелесного. Це була українська церква на Донбасі. Її священиком став отець Микола Нікуліщев, що перейшов з РПЦ до УАПЦ. Близько 1928 року за надмірну, на думку комсомольців, націоналістичну активність і авторитет серед віруючих будівлю церкви було спалено.
1924 року Донецька губернська антирелігійна комісія вирішила передати в спільне користування тихонівцями і автокефалістами храм у селищі Ново-Слов'янськ (колишнє селище біля станції Слов'янськ). Практично це означало, що комуністична влада розпалювала між двома релігійними течіями православ'я конфлікт. Тихонівська (російська) громада і громада УАПЦ не визнавали один одного, а влада успішно маніпулювала цим фактом.
Керівниками громади УАПЦ стали Марко Ботвін і Полікарп Марапулець. Вони пройдуть через закриття своєї церкви 1930 року, передвоєнний терор, відновлять УАПЦ у 1941 році і будуть розстріляні СД влітку 1943 року. Українська церква в Слов'янську поновила свою діяльність лишень у 1990-ті роки.

#### Територіальні реформи
16 квітня 1920 року Слов'янську волость Ізюмського повіту Харківської губернії було приєднано до Донецької губернії.
12 липня 1920 року було утворено Слов'янський район — один з 13 районів Донецької губернії.[джерело?]
У грудні 1920 року поділ на райони був скасований і поновлений поділ на 10 повітів, після чого було утворено Слов'янський повіт.[джерело?]
7 березня 1923 року Слов'янськ став частиною Слов'янського району новоствореної Бахмутської (від 1924 року Артемівської) округи.
З 1932 року місто стало частиною новоствореної Донецької області.

#### Індустріалізація та стахановський рух
1925 року було запущено всі міські підприємства, які були зруйновані або закрилися через радянсько-українську війну. За роки перших п'ятирічок було реконструйовано 19 фабрик та заводів. Усього в місті було 22 підприємства.
У 1934 році місту надано статус курортного завдяки грязьовому курорту, що 1934 року набув всесоюзного значення (лікування захворювань органів руху, нервової системи, гінекологічних захворювань).
Популярним став стахановський рух, один з учасників якого — машиніст паровозного депо станції Слов'янськ Петро Кривонос у липні 1935 року здобув славу як розробник способу подвоєння технічної швидкості руху навантажених залізничних складів.

##### Репресії та антицерковна політика
У 1926 році було знесено дзвіниці зачиненого в 1920 році Троїцького собору, що розташований у центрі міста з 1841 року. Згодом він став кінотеатром «Кіно Кім».
На початку 1930-х років така доля спіткала й Свято-Олександро-Невський храм; було скинуто дзвони, спалено ікони, а 1937 року його перетворили на спортивний зал, пізніше — їдальню.
У 1939 році найстаріший храм міста — Всіхсвятський — було перетворено на зерносховище.
До 1941 року в Слов'янську та районі було репресовано 1066 людей (серед яких 20 діячів православної церкви), з яких приблизно 350 було розстріляно.

#### Друга світова війна
Під час Другої світової війни Слов'янськ опинився під німецькою окупацією 28 жовтня 1941 року. У місті було створено військову адміністрацію на чолі з Федором Виноградовим. Німецька влада, намагаючись заручитися лояльністю місцевого населення, відновила роботу Троїцького собору та інших церков міста, легалізувала УАПЦ, дозволила відновити діяльність міській проукраїнській організації «Просвіта». Проте, під прикриттям, від листопада 1941 року в Слов'янську, під керівництвов Петра Шинкаря, діяв міський осередок Організації українських націоналістів.
Незважаючи на те, що німці напочатку окупації вели лояльну політику стосовно місцевого населення, якого в Слов'янську перебувало на початок війни не більше 20 тисяч, у грудні 1941 року нацисти (зондеркомманда 4Б) розстріляли всіх євреїв у місті — приблизно 1300 чоловіків, жінок та дітей. Репресії чинилися і проти місцевих радянський діячів, які не евакуювалися, або осіб, яких було підозрювано у співпраці з радянською владою або радянським підпіллям.
Перші спроби Червоної армії відновити контроль над містом відбулися у лютому 1943 року. До 6 лютого червоноармійці встановили контроль над північно-західною частиною Слов'янська. Війська Вермахту чинили опір, здійснювали локальні контратаки, намагаючись вибити зі Слов'янського курорту частини 195 стрілкової дивізії.
17 лютого 1943 року військам 1-ї гвардійської армії вдалося відновити повний контроль над Слов'янськом. Проте німецькі війська, на допомогу яким прибув танковий корпус СС та три піхотні дивізії з Франції, 21 лютого перейшли у наступ та повторно встановили контроль над Слов'янськом 1 березня 1943 року. Вже з другою окупацією німецька військова адміністрація посилила тиск на місцеве населення. У травні 1943 року вона заборонила діяльність до цього легальної організації «Просвіта», звільнила бургомістра Виноградова, почала репресії щодо духовенства УАПЦ.
3 вересня 1943 року об'єднання 34 стрілкового корпусу 3 гвардійської армії перейшли до переслідувань противника у загальному напрямі на Слов'янськ. 6 вересня частини 297 стрілкової дивізії полковника М. Матвєєва з північного сходу пробилися на околиці міста. Сюди з півдня, зі сторони Черевківки і вокзалу, підійшли частини 61 гвардії стрілкової дивізії Леоніда Лозановича.
Повністю місто перейшло під контроль Червоної армії близько 10:00 6 вересня 1943 року.

#### Повоєнна відбудова, період відлиги та застою
У 1950-ті роки поблизу Слов'янська, біля села Миколаївка, було збудовано Слов'янську ГРЕС, першу турбіну якої, потужністю 100 МВт було введено в дію 1954 року.
У 1955 році у місті встановлено пам'ятник Тарасу Шевченку. П'єдестал невисокий, прикрашений ліпниною. Шевченка було зображено в задумі, сидьма на камені. Пам'ятник простояв понад 30 років.
У 1966 році розпочато будівництво нового житлового масиву імені Артема на півночі міста.
У 1976 році на площі Жовтневої Революції відбулася масштабна реконструкція, було споруджено пам'ятник Леніну.
19 березня 1977 відкрито тролейбусну лінію, що з'єднала центр міста з мікрорайоном імені Артема (нині — мікрорайон Лісний).
У 1984 році відбулося заселення першого дев'ятиповерхового житлового будинку новоствореного мікрорайону Хімік.

### Незалежна Україна
|                                             |  |  |
| Пам'ятна монета НБУ, присвячена Слов'янську |  |  |

#### Кінець XX— початок XXI століття
1991 року населення міста становило приблизно 131,1 тисячі осіб, місто було великим промисловим центром Донецького індустріального району. 2000 року на Слов'янському курорті був відкритий бювет мінеральної води.
У 2001 році в місті було вбито журналіста телерадіокомпанії «ТОР» Ігора Александрова.
19 квітня 2011 року став курортом державного значення.

#### Російсько-українська війна
Починаючи з квітня 2014 року місто стало ареною бойових дій між терористичними угрупованнями й українськими силовиками. Збройний конфлікт розпочався проти ночі 11 квітня 2014 року, коли Сили спеціальних операцій Російської Федерації та озброєні автоматами проросійські терористи захопили райвідділ міліції у місті й вивісили там прапор РФ. Реакцією української влади стала антитерористична операція, розпочата 13 квітня з метою зупинити терористів. У відповідь терористи оголосили про заборону в місті політичних партій «Батьківщина», УДАР і «Свобода», а також про переслідування україномовних людей, які викликають підозру.
До 25 квітня 2014 року українським військам вдалося оточити місто, на що терористи відповіли численними спробами прориву блокади. У ході перестрілок, що тривали протягом наступних місяців, значних ушкоджень зазнавали цивільні об'єкти міста, зокрема житлові будинки, надходили свідчення про загибель мирних жителів від уламкових поранень. Після пошкодження в ході боїв 4 червня ліній електропередач і знеструмлення водосмокових станцій, місто залишилося без електроенергії і водопостачання. Напружена ситуація в місті викликала масовий потік біженців із міста.
9 червня 2014 року терористи «Русской православной армии» після тортур стратили віруючих церкви християн віри євангельської «Преображення Господнє» дияконів Володимира Величка та Віктора Брадарського, а також двох дорослих синів страшного пастора — Рувима і Альберта Павенків.
5 липня 2014 року українські військовики вибили з міста проросійських терористів.
3 серпня 2014 року у визволеному Слов'янську пройшла хода на підтримку єдності України. Ходу організувала місцева патріотично налаштована молодь.

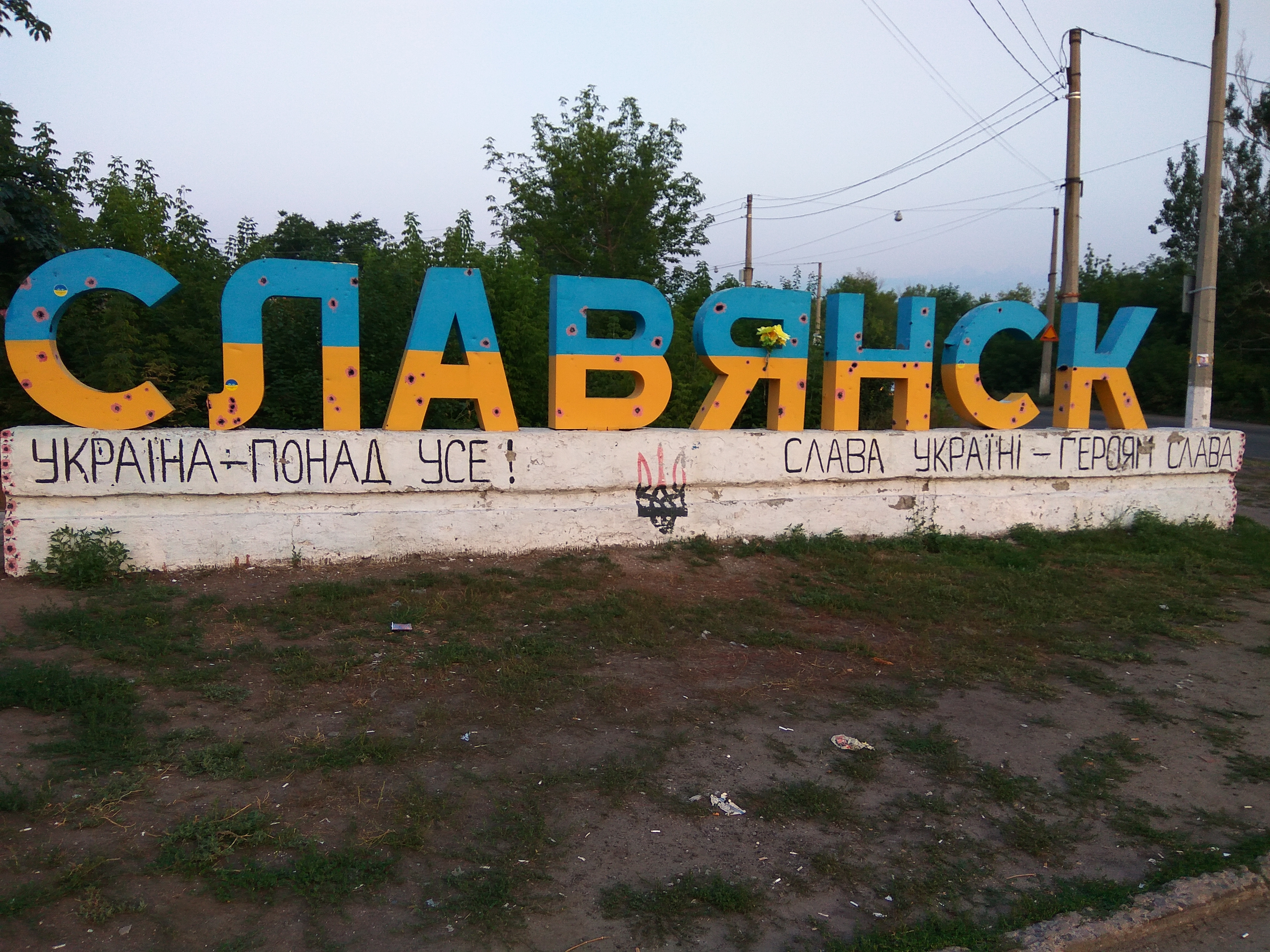
В'їзд до Слов'янська (2014)

26 вересня 2014 року оприлюднено інформацію, що в Слов'янську виявлено 3 масові поховання людей, які загинули від рук терористів. Вони виявлені по вулицях Літературній (тоді — Дем'яна Бєдного) та Смольній; проводилася ексгумація тіл, встановлено особи 12 загиблих — померли на початку і в середині червня.
Влітку Міністерство регіонального розвитку, будівництва та житлово-комунального господарства України розпочало оперативну відбудову зруйнованих споруд. Потужний волонтерський рух допомагав у відновленні будівель. Так, скажімо, школу в Слов'янську відновлено коштом громадян, благодійних організацій, а також банківського сектора[джерело?].
Дані соціологічного дослідження грудня 2014 року, проведеного фондом «Демократичні ініціативи» імені Ілька Кучеріва спільно з соціологічною службою Центру Разумкова в Слов'янську:
| Питання                                                                   | Відсоток |
| ------------------------------------------------------------------------- | -------- |
| між Україною і Росією йде війна                                           | 26 %     |
| не погоджуються з тим, що йде війна між Україною і РФ                     | 40 %     |
| вважають Росію стороною конфлікту на сході України                        | 33 %     |
| не вважають РФ стороною конфлікту                                         | 35 %     |
| винуватцями того, що відбувається в Донбасі є нинішнє керівництво України | 77 %     |
| відповідальними за відновлення Донбасу вважають центральну владу          | 84 %     |
| майбутнє Донбасу як незалежної держави                                    | 7 %      |

#### Процес декомунізації в місті

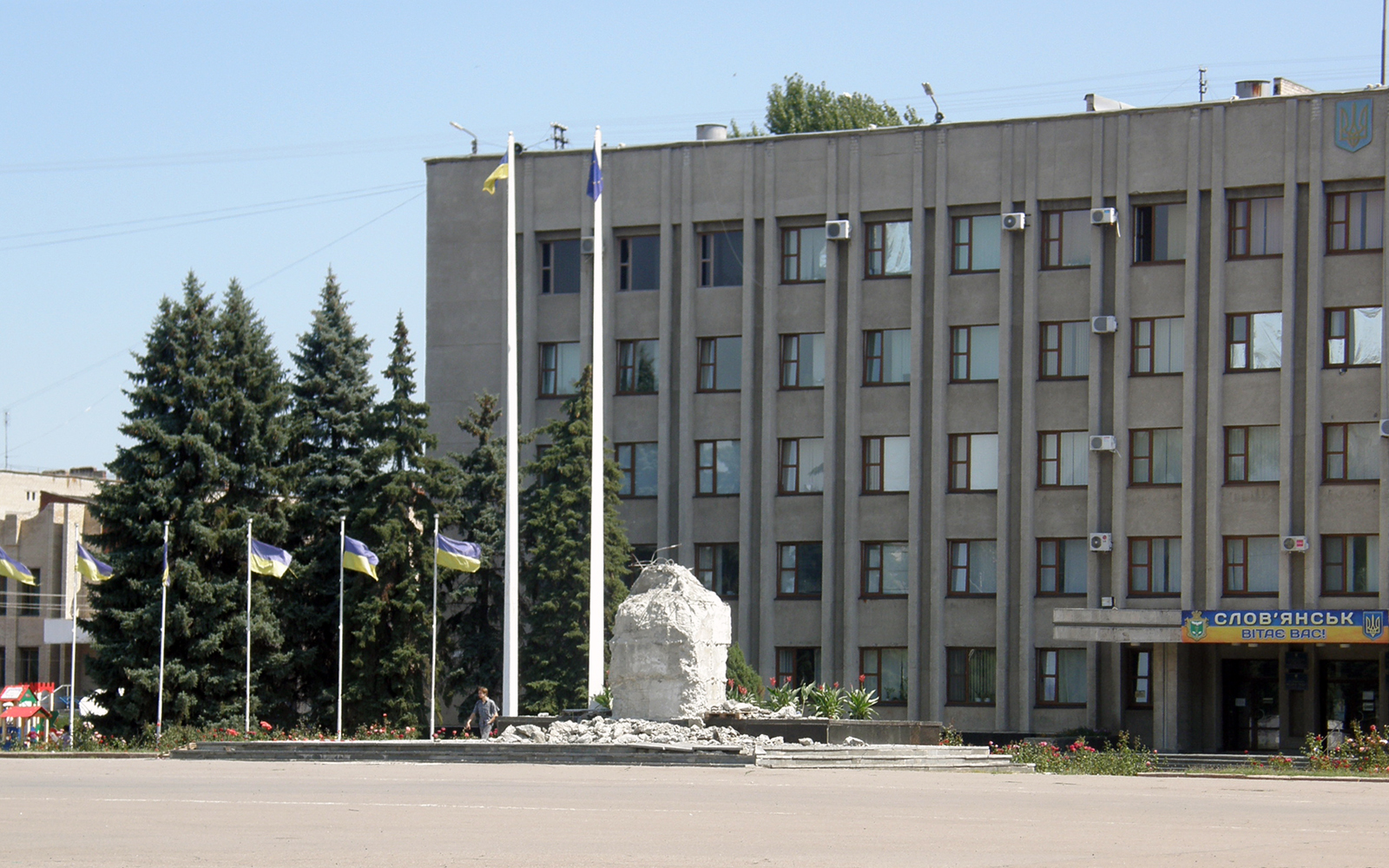
Демонтаж постамента пам'ятника Леніну на Соборній площі

Перший мітинг про демонтаж пам'ятника Леніну відбувся 11 січня 2015 року. Сотня мешканців вийшли на демонстрацію за підтримку демонтажу монументу, навіть намагалися самостійно його повалити. Тодішній виконуючий обов'язки міського голови Олег Зонтов повідомив, що звернув увагу на бажання містян стосовно демонтажу, і демонтаж має відбутися, але правомірно. 3 червня 2015 року відбувся демонтаж, пам'ятник перемістили на територію комунального підприємства «АТП».
5 серпня 2015 року вийшло розпорядження Олега Зонтова про демонтаж пам'ятника Артему. Сам пам'ятник демонтовано 31 жовтня 2015 року.
11 вересня 2015 року рішенням Слов'янської міської ради було перейменовано 14 вулиць та центральну площу.
19 лютого 2016 року розпорядженням міського голови Вадима Ляха було перейменовано 101 вулицю і хутір Котовського.20 травня 2016 року розпорядженням голови Донецької обласної державної адміністрації Павла Жебрівського у місті перейменували ще 45 вулиць.
У 2020 році під час адміністративної реформи став частиною новоутвореного Краматорського району та центром Слов'янської територіальної громади.

#### Російське вторгнення в Україну (з 2022)

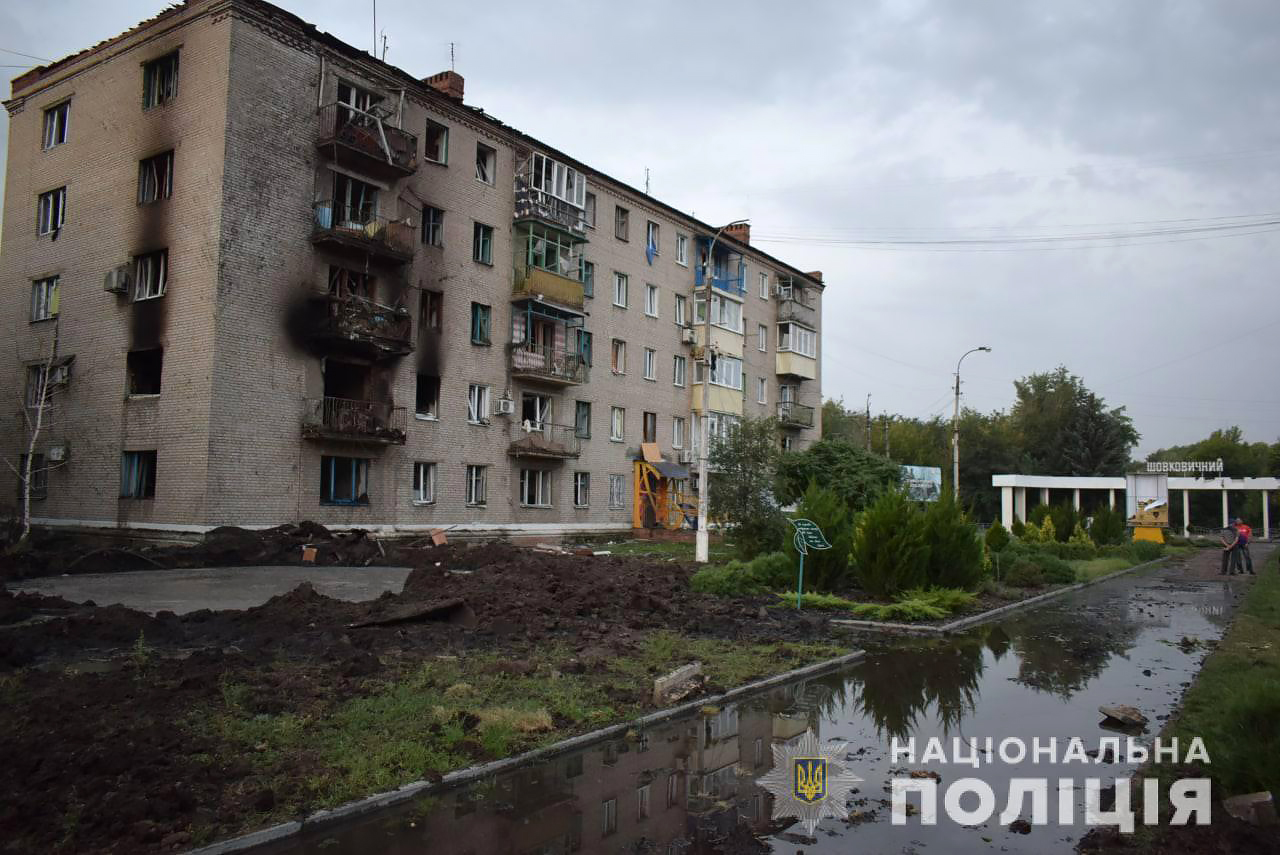
Слов'янськ після обстрілу 28 серпня 2022 року

З початку повномасштабного російського вторгнення в Україну 24 лютого 2022 року місто потерпає від ворожих обстрілів.

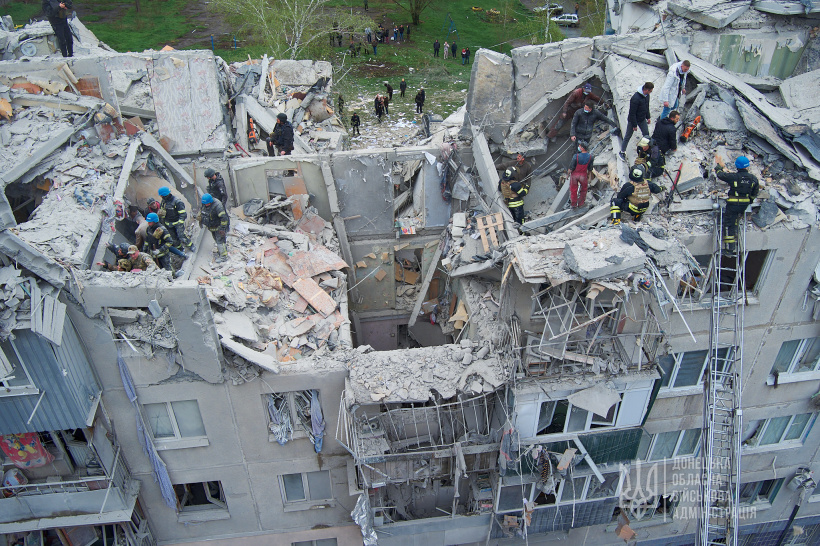
Зруйнований дім на провулку Парковому, після обстрілу 14 квітня 2023 року

У березні 2022 року розпочата евакуація цивільного населення до більш безпечних регіонів України. Уночі з 21 на 22 квітня 2022 року місто було обстріляно російськими загарбниками, імовірно із застосуванням касетних боєприпасів. Керівник Слов'янської міської військової адміністрації Вадим Лях міста закликає мешканців евакуюватись.
В ніч з 30 на 31 травня 2022 року окупанти завдали удар по місту ракетою ОТРК «Іскандер». Внаслідок обстрілів пошкоджено 7 багатоповерхівок та школа. Відомо про трьох загиблих та шістьох поранених.
27 березня 2023 року близько 10:30 росіяни завдали удару двома ракетами С-300 по центру міста, внаслідок чого було пошкоджено адміністративні, офісні та житлові будинки. Через це загинуло 2 людини, поранено 32.
14 квітня 2023 року, близько 16:00, ЗС РФ одночасно обстріляли декілька районів міста вісьмома ракетами С-300, внаслідок чого було пошкоджено 34 багатоквартирні та 20 приватних житлових будинків. Пошуково-рятувальна операція тривала до 16 квітня включно. Внаслідок обстрілу загинуло п'ятнадцять людей, у тому числі дворічна дитина, 24 людини зазнали поранень.
22 липня 2025 року, близько 04:40, окупанти завдали авіаудари по житлових кварталах міста. Перше влучання зафіксоване у дорожнє покриття у мікрорайоні «Лісний», друге сталося в центрі міста. Поранення зазнали п'ятеро осіб, пошкоджені 5 багатоповерхівок, адміністративна будівля та 10 автівок.
2 серпня 2025 року, вночі, окупанти завдали удар дронами-камікадзе «Герань-2» по готелю «Слов'янськ», а вдень, близько 12:00, вдарили з РСЗВ по підприємству «Бетонмаш». Пошкоджені готель, багатоквартирні будинки, будівлі підприємства, двоє людей отримали поранення.

## Населення
У 1683 році у місті було 199 господарств козаків на чолі з отаманом Тимофієм Навроцьким та 31 господарство вихідців з Московщини (РДАДА, ф.210, оп.6д, д.121).
2001 року Слов'янськ налічував 122 575 жителів, а з територіями, підлеглими міськраді (міста Святогірськ та Миколаївка)— 142 873 жителі.
Під час повномасштабної російсько-української війни населення Слов'янська почало різко скорочуватися через часті артилерійські обстріли та загрозу окупації. Евакуація почалась ще в березні 2022 року. З міста тоді виїхали понад 80 % населення і від довоєнних 105 тисяч залишилилось не більше, ніж 20 000 людей. Восени містяни почали повертатись і кількість цивільного населення в Слов'янську збільшилась вдвічі порівняно з весною-літом 2022 року — 40 тисяч осіб. Станом на 2024 рік в місті знаходиться приблизно 50 тисяч цивільних. Це близько половини від довоєнного населення.[джерело?]
Динаміка населення Слов'янська
Відсоток українського населення в місті згідно з переписами населення в СРСР:
|             | 1926 | 1939 | 1959 |
| ----------- | ---- | ---- | ---- |
| % українців | 74,0 | 75,3 | 72,8 |

### Національний склад
Національний склад населення за даними перепису 2001 року:
| Національність  | Відсоток |
| --------------- | -------- |
| українці        | 73,09 %  |
| росіяни         | 23,55 %  |
| білоруси        | 0,54 %   |
| вірмени         | 0,41 %   |
| греки           | 0,22 %   |
| азербайджанці   | 0,15 %   |
| євреї           | 0,12 %   |
| молдовани       | 0,11 %   |
| татари          | 0,11 %   |
| інші/не вказали | 1,70 %   |

### Мова
За даними перепису 1897 року:
| Мова       | Чисельність, осіб | Відсоток, % |
| ---------- | ----------------- | ----------- |
| Українська | 11 676            | 73,94 %     |
| Російська  | 3 668             | 23,22 %     |
| Інші       | 448               | 2,84 %      |
| Разом      | 15 792            | 100,00 %    |

Рідна мова населення за даними перепису 2001 року:
| Мова            | Чисельність, осіб | Відсоток |
| --------------- | ----------------- | -------- |
| Російська       | 68 250            | 55,68 %  |
| Українська      | 52 233            | 42,61 %  |
| Вірменська      | 235               | 0,19 %   |
| Циганська       | 161               | 0,13 %   |
| Білоруська      | 82                | 0,07 %   |
| Румунська       | 68                | 0,05 %   |
| Угорська        | 15                | 0,01 %   |
| Грецька         | 14                | 0,01 %   |
| Інші/Не вказали | 1 517             | 1,25 %   |
| Разом           | 122 575           | 100 %    |

За даними перепису 2001 року 42,61 % населення міста вказали українську мову рідною, 55,68 % — російську, 1,71 % — інші мови.

## Адміністративний поділ
24 грудня 2016 року, рішенням Слов'янської міської ради № 37-XIX-7, місто поділено на 15 мікрорайонів (ділянок місцевого самоврядування). За кожним мікрорайоном закріплений відповідний комітет.

### Перелік ділянок місцевого самоврядування міста
- Мікрорайон Північний;
- Мікрорайон Словкурорт;
- Мікрорайон Східний;
- Мікрорайон Хімік;
- Мікрорайон Семенівка та Високо-Іванівка;
- Мікрорайон Черевківка;
- Мікрорайон Словважмаш;
- Залізничний мікрорайон № 1;
- Залізничний мікрорайон № 2;
- Мікрорайон Лимани;
- Центральний мікрорайон № 1;
- Центральний мікрорайон № 2;
- Мікрорайон Лісний;
- Мікрорайон ЖЕУ № 3;
- Мікрорайон Сонячний.

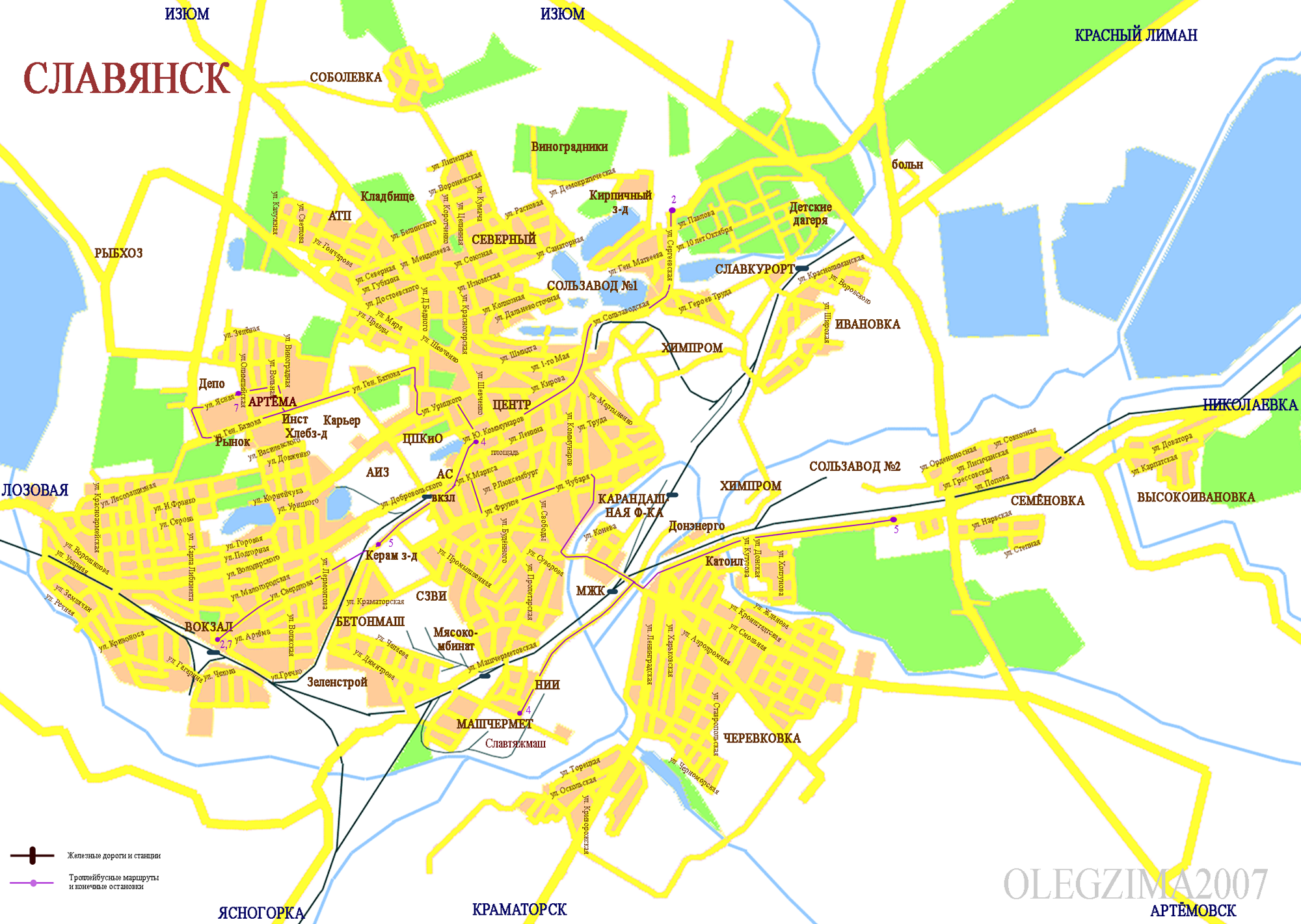
Карта Слов'янська до процесу декомунізації

З утворенням Слов'янської міської військово-цивільної адміністрації 26 травня 2021 року, діяльність комітетів мікрорайонів тимчасово припинена.

### Житлові райони
Неофіційно Слов'янськ складається з таких житлових районів: БЗС, Будмаш, Варшава, Високо-Іванівка, Голубівка, Залізничний, Лимани, Лісний, Мандричине, Маньки, Масложир, Мимівка, Молодіжка, Монголія, Північний,  Семенівка, Словважмаш, Словкурорт, Собачівка, Сонячний, Сулимівка, Східний, Хімік, Центр, Цілинний, Цегляний, ЦНІЛ, Черевківка, Щемилівка.

## Економіка
Місто Слов'янськ було одним із найбільших промислових центрів регіону. У ньому працювало 34 промислових підприємства. Чільна роль в економіці міста належала підприємствам машинобудівної галузі. У Слов'янську працювали найважливіші промислові підприємства: завод важкого машинобудування («Словважмаш», основна продукція — коксохімічне та прокатно-опоряджувальне устаткування), содовий комбінат (1972 — 18 виробничих цехів), олійнотовщевий комбінат (з 1954 року; у 1970 році вироблено у тисячах тонн: 101,6 олії, 84,6 шроту, 16,6 саломасу, 31,9 мила, 0,5 гліцерину); інші: хлібо- та м'ясний комбінати, заводи: ізоляторний, «Коксохіммаш», солеварний, «Будмаш», фабрика олівців, завод кислототривкої кераміки тощо; поблизу міста Слов'янська ТЕС.

Регіональний ландшафтний парк «Слов'янський курорт». Розташування озер. 2010 рік

- Слов'янський керамічний комбінат

## Транспорт

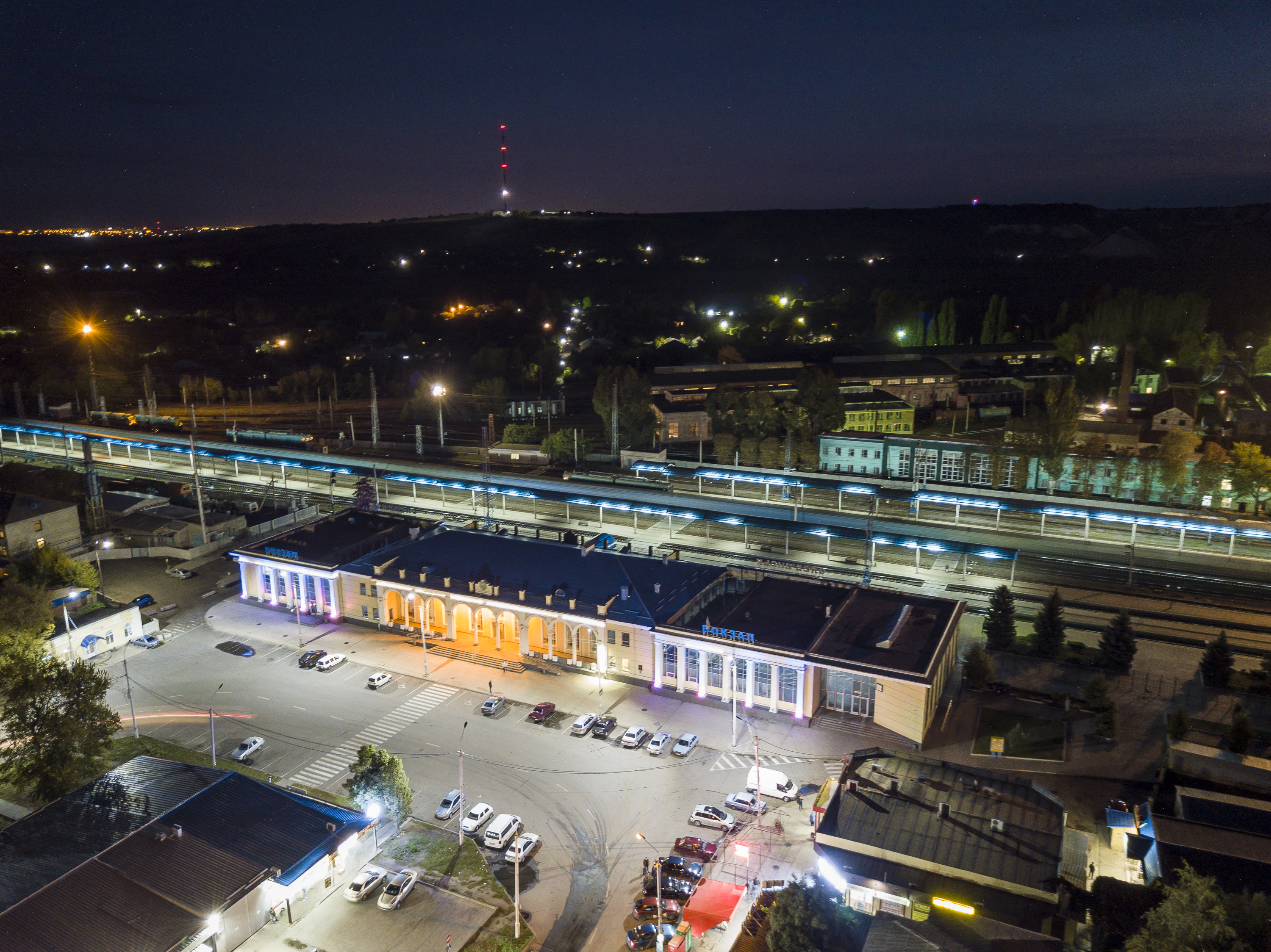
Залізничний вокзал станції Слов'янськ

У Слов'янську розташована вузлова вантажно-пасажирська залізнична станція Лиманської дирекції Донецької залізниці на розгалуженні ліній Лозова — Краматорськ та Слов'янськ — Лиман. Допоміжна гілка сполучає зі станцією Слов'янськ-Вітка. Містом курсують 6 маршрутів тролейбусів і 31 маршрут автобусів.
Околицею міста пролягає автошлях М03E40. У Слов'янську починається автомобільний шлях національного значення Н20, що проходить через Краматорськ, Дружківку, Костянтинівку, Донецьк, Волноваху та закінчується у місті Маріуполь, загальна довжина автошляху становить — 190,4 км.

## Охорона здоров'я
Система охорони здоров'я нараховує 23 лікувально-профілактичні заклади, особливе місце в ній займає Слов'янський курорт. На курорті діють 4 санаторії:
- «Слов'янський»;
- «Ювілейний»;
- «Донбас»;
- «Шахтобудівельник».

## Наука та освіта
У місті діють шість державних навчальних закладів, зокрема:
- Донбаський державний педагогічний університет (до 2002 р. — Слов'янський державний педагогічний інститут), IV рівня акредитації
- Слов'янський навчально-науковий інститут Національного університету Державної фіскальної служби України
- Слов'янський коледж національного авіаційного університету (раніше — Слов'янське авіаційно-технічне училище цивільної авіації)
- Донбаський аграрний фаховий коледж СНУ ім. В.Даля (раніше — Слов'янський технікум Луганського національного аграрного університету)
- Слов'янський фаховий коледж транспортної інфраструктури (раніше — Слов'янський технікум залізничного транспорту)
- Слов'янський енергобудівний фаховий коледж (раніше — Слов'янський енергобудівний технікум
- Слов'янський фаховий коледж індустії та фармації[59]. (раніше — Слов'янський хіміко-механічний технікум)

1996 року, на базі Слов'янського державного педагогічного інституту (СДПІ), відкрився педагогічний ліцей. Впродовж 1927—1941 років діяв Слов'янський аероклуб, півтора десятка випускників якого згодом стали Героями Радянського Союзу. У місті 25 загальноосвітніх шкіл, 1 вечірня школа, 2 школи для дітей з порушенням психічного та фізичного розвитку, 5 приватних навчальних закладів, ліцей, 23 дошкільних заклади.
Українська інженерно-педагогічна академія (у минулому загально-технічний факультет Українського заочного політехнічного інституту). Денна та заочна форма навчання. Наукові дослідження проводять Інститут «Кераммаш», НДІ високих напруг, НДІ металургійної промисловості.

## Культура
У Слов'янську є краєзнавчий музей, 2 картинні галереї, одній з яких надано ім'я місцевого уродженця художника П. Кончаловського, 7 православних храмів, дві протестантські церкви та костел.
У 2009 році відкрито пам'ятник жертвам голодомору 1932—1933 років.

### Релігія

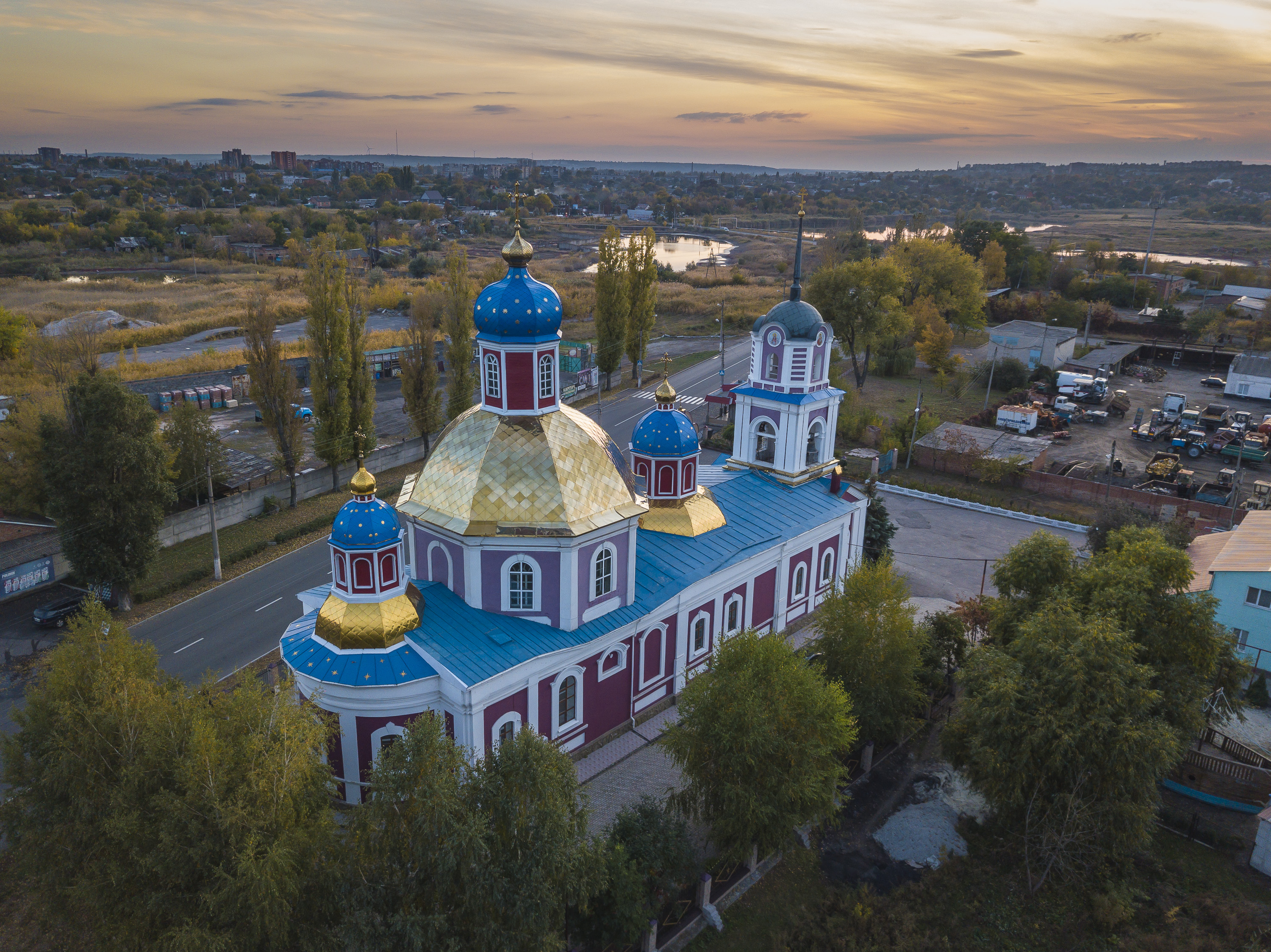
Найстаріша будівля міста — Свято-Воскресенський храм, 1775 року

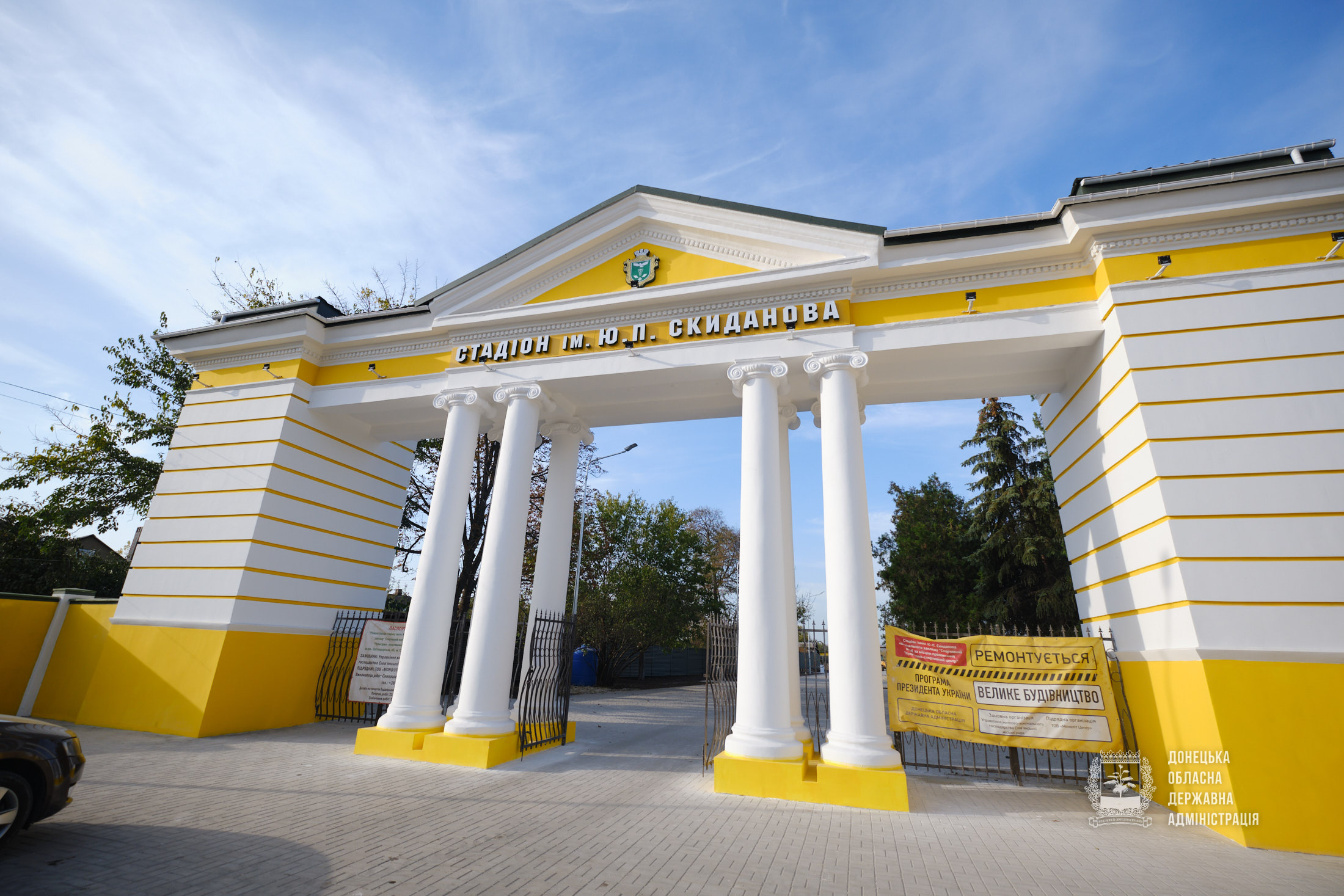
Стадіон імені Юрія Скиданова

На території Слов'янська діють 27 зареєстрованих релігійних громад: 9 громад Української православної церкви Горлівської єпархії, 2 громади мусульман, 1 громада юдеїв, 1 громада адвентистів сьомого дня, 1 громада свідків Єгови, 1 християнська місія милосердя «Ковчег», 5 громад християн віри Євангельської, 3 громади Євангельських християн-баптистів.

### Спорт
1999 року створено футбольний клуб «Словхліб». Восени 2011 року клуб подавав до ПФЛ України заявку на проходження процедури атестування, щоб отримати можливість участі у другій лізі чемпіонату України з футболу сезону 2012—2013 років.
У місті є стадіон імені Юрія Скиданова.
2018 року в місті з'явився футбольний клуб «Тор», в 2019 році офіційно клуб був зареєстрований. Назва клуба іде з історії, до 22 січня 1784 року місто мало назву Тор.
Клуб бере активну участь у вихованні юних спортсменів. Є учасником чемпіонату Донецької області.
Найважливіші перемоги:
- 14 червня 2021 року, бронзові призери Всеукраїнського турніру серед юнаків 2010/2012 року с. Сергіївка, Одеська область.
- 21 грудня 2021 року, бронзові призери Всеукраїнського турніру серед юнаків 2011/2012 року, місто Київ.

Засновник Савченко Владислав Віталійович

### ЗМІ
У місті знаходиться студія радіостанція «М» інформаційно-розважального напрямку (на частотах FM 87,5 та на 99 МГц), яка мовить також на сусідні міста.

## Архітектура

### Загальна характеристика

#### Забудови центра
Активно місто почало розбудовуватися за межі Торської фортеці наприкінці XVIII століття. На першому міському плані 1776 року (до цього існували лише картосхеми фортеці Тор) вже було позначено декілька безіменних вулиць. Вже через пів століття у Слов'янську було 15 вулиць та провулків, 2 площі, 3 дерев'яних мости та 976 дерев'яних будинків.
Формуванню планувальної структури сприяли основні напрямки доріг, вздовж яких велася забудова: по вулиці Ковальській та навколо площі Старо-Базарної.
У 1830-х роках Слов'янськ починає активно розбудовуватися на захід та південь. Після будівництва Троїцького собору у 1841 році, центр міста переноситься від солоних озер на вулицю Миколаївську та Соборну площу, навколо якої аж до 1912 року утворюється новий район. У середині ХІХ століття виникає район Варшава. Типовою для міста є садова одноповерхова забудова, хоча у центрі з'являлися й двоповерхові маєтки.

У 1912 році завершилося будівництво будинку купецьких зібрань. У цьому ж році «Історичний вісник» пише про Слов'янськ:
«…Дві-три примітивно вимощені вулиці в центрі міста, декілька великих кам'яних будинків на головній вулиці Харківській і сумісних з нею, але два кроки від центру — те саме село з невигадливими мазанками, без тротуарів, без бруківки, без освітлення, з непросвітним пилом на вулицях у суху погоду та непролазним брудом під час дощів. Харківська вулиця впирається в обширну Соборну площу, на якій височіє досить скромних розмірів собор. Площа окраймлена з обох боків довгими рядами кам'яних споруд — це гостинний двір».

#### Архітектура Старого Міста
Історична архітектура Слов'янська значно постраждала під час боїв за місто у Другій світовій війні. Під час відступу військ Вермахту у вересні 1943 року, німці використали тактику випаленої землі, тому червоноармійці зайшли у зруйноване спустошене місто. Зокрема, було зруйновано лікувальні заклади Слов'янського курорту, Курзал, тому на території оздоровниці зараз немає історичної забудови. Центральна ж частина більше постраждала під час бомбардувань.
На перехресті вулиць Дворянської та Харківської на початку ХХ століття було побудовано Гранд-готель Феодосія Серьоженкова. Цю будівлю, як і чотири торговельні ряди на Соборній площі, було знищено під час бомбардувань міста. Руїни Гранд-готелю простояли аж до 1961 року, поки на його місці не було побудовано типову п'ятиповерхову "хрущовку".
У 1950-1960-х роках значну частину історичної забудови в центрі міста було знищено, а на їхньому місці будували типові радянські житлові будинки. Це значно знизило архітектурне розмаїття центру міста.
У 1976 році, до дня святкування 300-річчя з дня заснування міста, було знищено Троїцький собор 1840 року будівництва.
26 серпня 2022 року російський обстріл знищив приміщення колишнього керамічного училища, побудоване у 1911 році.

#### Забудова околиць
Околиці Слов'янська здебільшого були окремими населеними пунктами, які з розвитком міста приєднали до нього (наприклад, смт Черевківка). Забудова планована, садибна. Мікрорайони Північний та Цілинний виникли у 1950-х роках та забудовані до 1970-х років приватними одноповерховими будинками. У 1980-х роках виникли два спальних райони з багатоповерховою забудовою: Хімік та Лісний.

### Пам'ятки архітектури
На території міста розміщено 29 пам'яток архітектури Слов'янська. Більшість з них розташовані у центральній частині міста, хоча деякі в інших історичних районах — Залізничному та Словкурорті.

### Парки та сквери Слов'янська
Центральним міським парком є Шовковичний парк, проте у місті є ще декілька зелених зон: сквер на бульварі Пушкіна, парк Слов'янського курорту (найбільший парк у місті), лісопарк Лісний, мініпарк Мрія, сквер на площі Семейка, сквер Слави на Соборній площі та велика кількість невеликих зелених зон серед міста.

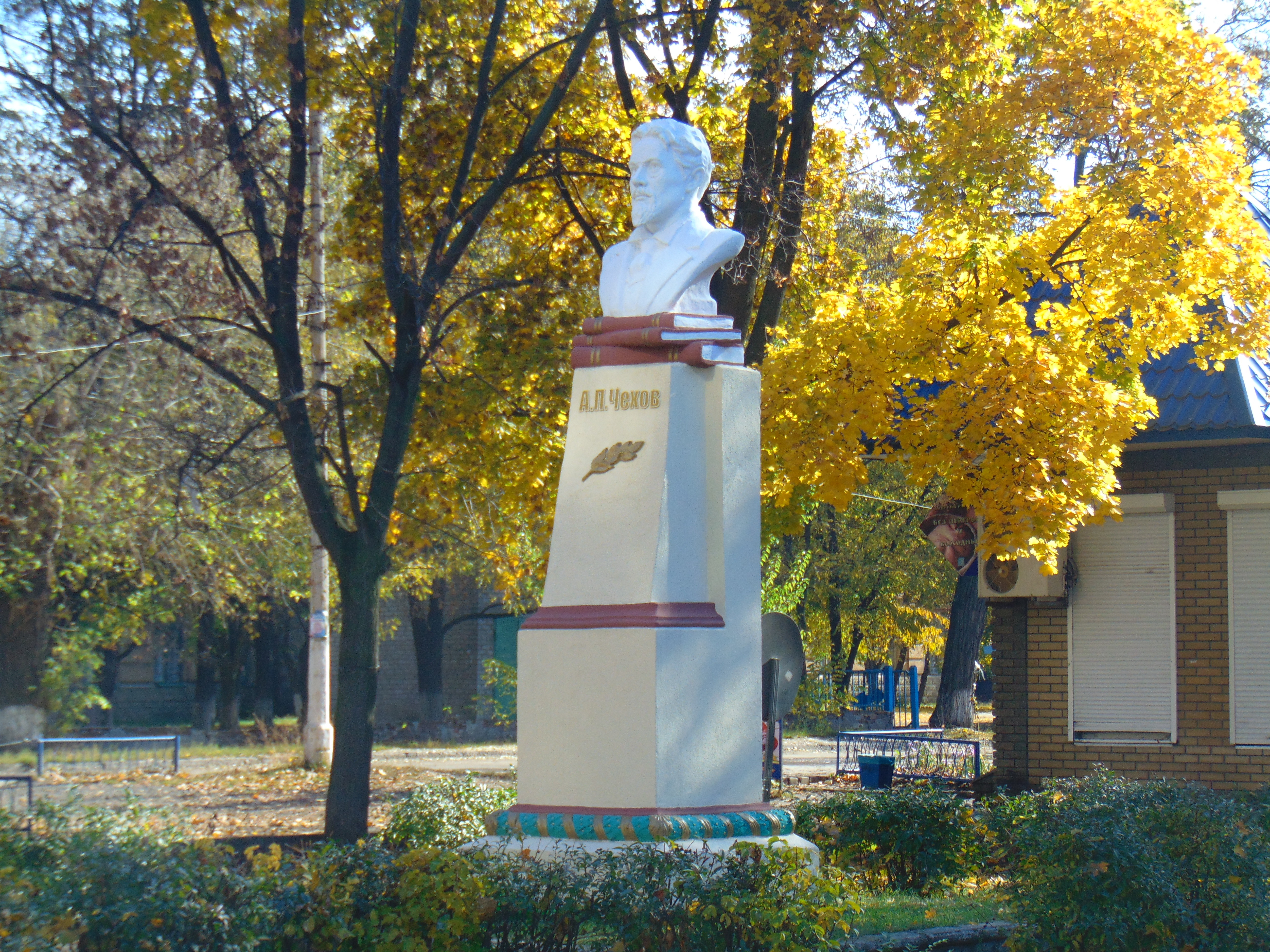
Пам'ятник Антону Чехову на вулиці Центральній

### Пам'ятники та скульптури
У Слов'янську є пам'ятник Тарасу Шевченку, загиблим воїнам-афганцям, пам'ятник ліквідаторам катастрофи на ЧАЕС, пам'ятник вдові та матері солдата, бюст Миколі Семейку, пам'ятник радянському солдату в Шовковичному парку, скульптура матері з дитиною, пам'ятник Миколі Горькому та два пам'ятники Антону Чехову.
Серед міста є велика кількість пам'ятних каменів, зокрема на місці майбутніх пам'ятників (Михайлу Петренку та Захисникам України).
Раніше у місті були пам'ятники Леніну (декілька), Сталіну, Артему, Свердлову, Пушкіну, проте їх було демонтовано.

## Міста-побратими
Першим містом-побратимом Слов'янська став Трускавець. 6 вересня 2008 року (на День міста Слов'янськ) тодішні міські голови — Валентин Рибачук та Леонід Грицак підписали Договір про співпрацю з метою обміну досвідом у галузі культури, освіти, економіки, спорту та туризму.
9 грудня 2014 року відбулося урочисте підписання Договору про спільну діяльність і співпрацю між містами Слов'янськ та Коростень.
14 липня 2015 року у Слов'янську було підписано Угоду про співпрацю з містом Самбір. Таким чином, Самбір і Слов'янськ стали містами-побратимами.
8 грудня 2017 року було укладено чотирьохсторонню угоду про співпрацю між містами Слов'янськ, Сколе, Глибока та Богуслав.
3 серпня 2018 року, у ході візиту міського голови Слов'янська до польських міст Гданська та Опочно, між Слов'янськом і останнім було підписано лист про наміри щодо партнерства між містами.

## Особистості
За даними УНІАН станом на липень 2017 року, у боях за Слов'янськ загинуло 70 українських військовиків.

### Відомі мешканці Слов'янська
- Михайло Миколайович Петренко (1817—1862) — український поет-романтик, автор віршів «Дивлюсь я на небо, та й думку гадаю…», «Взяв би я бандуру…», «Ходить хвиля по Осколу…», які стали народними піснями.
- Александров Ігор Олександрович (1956—2001) — український тележурналіст, телеведучий, головний редактор, телевізійний менеджер з селища Мирне Слов'янського району Донецької області.
- Аметистов Афанасій Іванович — під'єсаул лейб-гвардії Отаманського полку, музикант.
- Будзе Микола Іванович (1900 — ? після 1925) — хорунжий Дієвої Армії УНР.
- Атаназій Гонта (Бітюков Опанас Полікарпович) — підполковник Армії УНР.
- Кравчуків Іван Хомич[71]
- Бабешко Олексій Анатолійович — український історик і статистик футболу.
- Биков Леонід Федорович — український актор, режисер і сценарист, заслужений артист РРФСР (1965), народний артист УРСР (1974).
- Богатиков Юрій Йосипович — український і російський співак, баритон.
- Бойцов Олег Леонідович (1979—2019) — старшина Державної служби України з надзвичайних ситуацій, учасник російсько-української війни.
- Болдирів Олександр Іванович — підполковник Армії УНР, воїн 14-ї дивізії «Галичина».
- Брехов Костянтин Іванович — радянський державний діяч.
- Булгаков Віктор Володимирович — вчений-гігієніст, український науковець в галузі медичної екології, гігієни, соціальної медицини, доктор медичних наук.
- Гінзбург Олександр Маркович — український радянський архітектор, інженер, педагог та вчений єврейського походження.
- Грішин Ігор Іванович (1975—2014) — льотчик, загинув при виконанні бойових обов'язків, під час АТО.
- Гросберг-Наконечна Ольга Северинівна — підпільниця ОУН, лицар Срібного Хреста Заслуги УПА.
- Гуревич Розалія Борисівна (1905—1971) — українська бібліографка та бібліотекознавиця.
- Діденко Зинаїда Захарівна — радянська та російська оперна співачка, педагогиня.
- Добровольський Олександр Борисович — український історик, публіцист, політичний діяч.
- Дуров Борис Валентинович — радянський режисер і сценарист.
- Жаріков Микола Леонідович — український архітектор, член Національної спілки архітекторів України, народний архітектор України, дійсний член Української академії архітектури.
- Жуков Олександр Степанович — радянський гірський інженер.
- Зайченко Георгій Васильович — діяч радянської промисловості, директор Челябінського тракторного заводу. Герой Соціалістичної Праці (1966).
- Зубашев Юхим Лук'янович — хімік-технолог, громадський та державний діяч.
- Ігнатченко Антон Геннадійович (1995—2014) — солдат Збройних сил України, водій-механік, 25-та повітрянодесантна бригада.
- Ія Григорівна Ґе — артистка, модель та модельєрка.
- Каракашьян Наполеон Карлович — баскетбольний тренер і лікар, Заслужений тренер СРСР.
- Кащук Наталя Омелянівна — українська письменниця (поетеса, прозаїкиня, нарисовиця, перекладачка), журналістка. Членкиня Спілки письменників України.
- Кнюх Олександр Тимофійович (1911—1990) — український радянський графік, мистетвознавець.
- Ковальчук Всеволод Владиславович — голова правління ПрАТ "НЕК «Укренерго» з жовтня 2015 по лютий 2020 року.
- Колосовський Микола Миколайович (1977—2016) — старший сержант Збройних сил України, учасник російсько-української війни.
- Комяхов Василь Григорович — партійний діяч УРСР.
- Кончаловський Петро Петрович — відомий український та російський художник.
- Копилов Сергій Анатолійович — український історик-славіст, історіограф, доктор історичних наук, професор, ректор Кам'янець-Подільського національного університету імені Івана Огієнка.
- Коряк Володимир Дмитрович — український літературознавець епохи сталінізму
- Костюк Григорій Олександрович — український літературознавець.
- Красний Іван Миколайович (1917—1990) — український радянський графік.
- Кривонос Петро Федорович — радянський державний діяч, залізничник, один з ініціаторів стахановського руху на залізничному транспорті УСРР.
- Кучеренко Олександр Васильович — Герой Радянського Союзу (народився в селищі Черевківка, нині в межах міста))
- Лілеєв Сергій Вікторович — політик, громадський діяч, військовий, голова Слов'янської міської партійної організації ВО «Свобода».
- Лукомський Іван Степанович — живописець та скульптор.
- Майборода Сергій Григорович (1971—2019) — старший матрос Збройних сил України, учасник російсько-української війни.
- Майстренко Іван Васильович — український громадсько-політичний діяч, публіцист, вчений, ректор УТГІ.
- Миронов Валерій Михайлович — радянський оперний співак (лірико-драматичний тенор). Народний артист Молдавської РСР (1980).
- Мілютенко Дмитро Омелянович — український актор, народний артист СРСР.
- Молодцова Августа Олександрівна — радянська та російська художниця.
- Момот Володимир Миколайович (1975—2014) — прапорщик Збройних сил України, старший повітряний радист, 15-а окрема бригада транспортної авіації.
- Напрягло Роман Дмитрович (1997—2017) — матрос Військово-морських сил Збройнсил України, учасник російсько-української війни.
- Нечаїв Петро Олександрович — підполковник Армії УНР.
- Ніколаєв Микола Федорович — російський радянський ботані
- Рагозін Іван Юхимович — актор, заслужений артист РРФСР (1945).
- Рапопорт Йосип Абрамович — радянський вчений-генетик, член-кореспондент АН СРСР (з 1979). Лауреат Ленінської премії (1984), Герой Соціалістичної Праці (1990).
- Ружицький Костянтин Іванович — український релігійний діяч часів російського більшовизму, випускник Волинської духовної семінарії Церкви Російської імперії, ректор Московської духовної академії і семінарії, священнослужитель Російської православної церкви, митрофорний протоієрей, доктор богослов'я, професор.
- Свириденко Володимир — український маляр. Представник фігуративного експресіонізму.
- Свіріков Олександр Георгійович — радянський залізничник українського походження, начальник Південно-Західної залізниці (1936—1937). Репресований сталінським режимом.
- Сергієнко Микола Маркович — професор, доктор медичних наук.
- Семейко Микола Іларіонович — радянський льотчик, капітан, двічі Герой Радянського Союзу.
- Сєдова Галина Михайлівна — російська філологиня-пушкіністка, музейна працівниця. Завідувачка Меморіального музею-квартири О. С. Пушкіна в Санкт-Петербурзі.
- Сила Василь Іванович (1904—1972) — український вчений в галузі фармакології.
- Скиданова Елеонора Сергіївна — українська співачка, заслужена артистка України.
- Слуцький Борис Абрамович — радянський поет.
- Смирнов Віктор Сергійович — багаторазовий чемпіон та призер Параолімпійських ігор з плавання.
- Соколовський Михайло Григорович — радянський і український футболіст та тренер.
- Солодовніков Єгор Олексійович — український композитор, автор пісень та музикант.
- Стрельбицький Семен Дементійович — ректор Харківського інституту народної освіти, громадський діяч.
- Трусов Костянтин Ананійович — радянський політик, чиновник, партійний діяч.
- Федорчук Ігор Олександрович (1919—2008) — Герой Радянського Союзу.[72]
- Федь Анатолій Михайлович — професор філософії, член НТШ.
- Фомін Віктор Трохимович (1929—2007) — радянський футболіст, нападник, футбольний тренер.
- Чмихов Микола Олександрович (1953—1994) — український археолог, історик, доктор історичних наук (1992).
- Шаховцов Віталій Іванович — український художник; майстер портрету, пейзажу, жанрової картини; один із фундаторів Полтавської обласної організації Національної спілки художників України.
- Шинкар Петро Михайлович — український учений-хімік, політичний діяч, член-основоположник УРДП.
- Шматько Микола Гаврилович — український скульптор, художник.

## Пам'ятки
- Пам'ятки Слов'янська
- 22 серпня 2016 року поблизу Слов'янська Предстоятель місцевого храму УАПЦ, архімандрит Сава (Фризюк) освятив два пам'ятні знаки, встановлені за сприяння Львівської обласної ради на місцях загибелі двох екіпажів військових вертольотів 16-ї окремої бригади армійської авіації. Саме тут 2 травня 2014 року російські бойовики збили два гвинтокрили, де загинуло п'ять пілотів бригади армійської авіації України, що базується у Бродах на Львівщині[73].

## Міста-побратими
- Самбір, Україна[74]
- Трускавець, Україна
- Коростень, Україна
- Буча, Україна

### Довідники
- Архипова С. І. СЛОВ'ЯНСЬК, місто Донецької обл. // Енциклопедія історії України : у 10 т. / редкол.: В. А. Смолій (голова) та ін. ; Інститут історії України НАН України. — К. : Наукова думка, 2003—2019. — ISBN 966-00-0632-2.
- Слов'янськ — Інформаційно-пізнавальний портал | Донецька область у складі УРСР (На основі матеріалів енциклопедичного видання про історію міст та сіл України, том — Історія міст і сіл Української РСР. Донецька область. — К.: Головна редакція УРЕ АН УРСР, 1970. — 992 с.)

### Публіцистика
- Мартиненко М. Відвідини сходу України // «Свобода», ч. 234, 9 грудня 1993, с. 4
- Горобець О. Як я здобував папаху нардепа в Слов'янську… // Gazeta.ua, 23 квітня 2014

### Відео
- Славянск против добычи сланцевого газа. 24.02.2013